# سایوز۱۰
سایوز-۱۰ (به روسی: Союз 10) (به معنای اتحاد ۱۰)بخشی از پروژه فضایی سایوز بود که در تاریخ ۲۲ آوریل ۱۹۷۱ از پایگاه فضایی بایکونور به فضا پرتاب شد. این مأموریت نخستین مأموریت حمل انسان به نخستین ایستگاه فضایی بشر یعنی سالیوت بود. نوع فضاپیمای این مأموریت سایوز7k-oks بود که نسخهٔ بهبود یافته از سایوز7k-ok بود و یک مکانیزم جدید اتصال فضاپیما در آن جاگذاری شده بود. سایوز-۱۰ به دلایل مشکلات اساسی که داشت نتوانست به سالیوت متصل شود و فضانوردان مجبور به بازگشت به زمین شدند. البته روس‌ها این ایرادات را در مأموریت‌های بعدی رفع کردند. همچنین هنگام ورود به زمین به علت پخش شدن گازهای سمی در داخل کپسول فرود، نیکولای روکاویشنیکوف از هوش رفت ولی هر سه فضانورد سالم به زمین رسیدند.

## خدمه مأموریت
| شماره | نام                  | ملیت               | تعداد پرواز | نقش عملیاتی | تصویر |
| ۱     | ولادیمیر شاتالوف     | اتحاد جماهیر شوروی | ۳           | فرمانده     |       |
| ۲     | الکسی یلیسیف         | اتحاد جماهیر شوروی | ۳           | مهندس پرواز |       |
| ۳     | نیکولای روکاویشنیکوف | اتحاد جماهیر شوروی | ۱           | مهندس سیستم |       |